# Julius von Michel

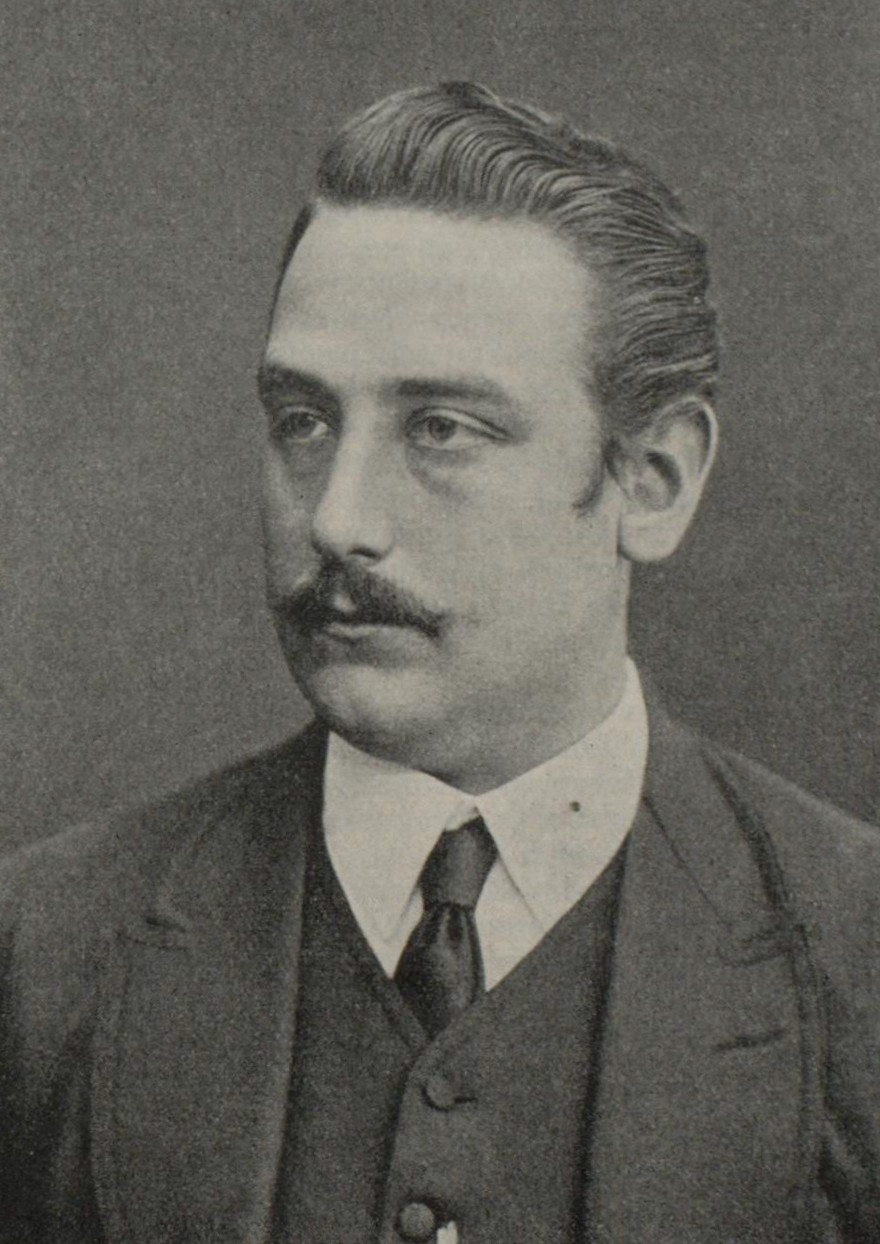
Julius Michel, 1873

Julius Michel, ab 1894 Ritter von Michel, (* 5. Juli 1843 in Frankenthal (Pfalz); † 29. September 1911 in Berlin) war ein deutscher Ophthalmologe und Professor der Augenheilkunde.

## Leben
Geboren als Sohn des Advokatanwalts am Kgl. Bezirksgericht Friedrich Conrad Michel und der Anna Maria Christine von Dawans, besuchte Julius Michel die Volks- und Lateinschule in Frankenthal und das Herzog-Wolfgang-Gymnasium in Zweibrücken. Ab 1861 studierte er an der Julius-Maximilians-Universität Würzburg Medizin. 1863 wurde er Assistent am Physiologischen Institut in Zürich und nach der Rückkehr nach Würzburg 1866 zum Dr. med. promoviert. 1867 bestand er in München das Staatsexamen. Ab 1862 war Michel Mitglied des Corps Rhenania Würzburg.
Michel begann seine Laufbahn als Assistenzarzt am Krankenhaus seiner Heimatstadt Frankenthal, spezialisierte sich auf Augenheilkunde und wechselte 1868 als Assistenzarzt an die Zürcher Augenklinik, wo er bei Johann Friedrich Horner tätig war. 1870 kehrte er nach Deutschland zurück und nahm am Frankreich-Feldzug teil. Zur Fortsetzung seiner Studien kam er anschließend an das Physiologische Institut in Leipzig. Sein wichtigster Lehrer dort war der Anatom und Anthropologe Gustav Schwalbe.
Im Jahr 1872 habilitierte sich Michel in Leipzig für das Fach Augenheilkunde. Ein Jahr später wurde er als außerordentlicher Professor an die Friedrich-Alexander-Universität Erlangen berufen. Am 1. Januar 1875 erhielt er eine ordentliche Professur. 1876 lehnte er einen Ruf an die Universität Bern ab, bewarb sich aber angesichts der desolaten Verhältnisse in Erlangen 1879 um den vakanten Lehrstuhl für Augenheilkunde an der Universität Würzburg, den er zum 1. April des Jahres erhielt. In Würzburg war er Nachfolger von Robert Ritter von Welz. Der Neubau der staatlichen Universitätsaugenklinik in Würzburg (1899), für den er sich jahrelang eingesetzt hatte, war im Wesentlichen Michels Verdienst. Im selben Jahr gründete er mit Hermann Kuhnt die Zeitschrift für Augenheilkunde. Im Frühjahr 1900 erhielt Michel einen Ruf an die Friedrich-Wilhelms-Universität zu Berlin auf die Nachfolge von Karl Ernst Theodor Schweigger. Mit dem dortigen Amtsantritt befand er sich auf dem Höhepunkt seiner Laufbahn. Er unterrichtete und forschte dort bis zu seinem letzten Lebensjahr.
Karl Wessely setzte Michel in seinen Lebensläufen aus Franken ein literarisches Denkmal.

## Ehrungen
Wegen seiner Verdienste um die Augenmedizin wurde Michel 1880 das Ritterkreuz I. Klasse des Verdienstordens vom Heiligen Michael sowie am 31. Dezember 1894 das Ritterkreuz des Verdienstordens der Bayerischen Krone verliehen, womit die Erhebung in den persönlichen Adelsstand verbunden war.

## Veröffentlichungen (Auswahl)
- Die Krankheiten der Lider. 2. Auflage. Leipzig 1908.
- Lehrbuch der Augenheilkunde. 1884.
- Gedächtnisrede auf Herrn Hofrath Professor Dr. Hermann Maas gehalten in der feierlichen Sitzung der Physikalisch-medicinischen Gesellschaft in Würzburg am 20. November 1886. Stahel, Würzburg 1886; auch in Sitzungsberichte der Physikalisch-Medizinischen Gesellschaft zu Würzburg. 1886, S. 34–148.
- Klinischer Leitfaden der Augenheilkunde. 1894.